# Crkva Gospe od Konacvina u Segetu Donjem
Crkva Gospe od Konacvina odnosno Rođenja Blažene Djevice Marije, rimokatolička crkva u mjestu Segetu Donjemu, općina Seget.
Istočno od crkve u podmorju je antičko lučko postrojenje.

## Opis
Crkva Rođenja Blažene Djevice Marije, odnosno Gospe od Konacvina, podignuta je na istočnom rubu Segeta Donjeg, van utvrđenog naselja, izvorno najvjerojatnije u razdoblju romanike. Danas je to jednobrodna crkva pravokutnog tlocrta s polukružnom apsidom, orijentirana istok-zapad, građena od pravilno klesanog kamena. Ta starija crkva bila je krajem 16. stoljeća proširena, o čemu svjedoči natpis na pročelju. Tad je ujedno nad glavnim pročeljem dodan i zvonik s renesansnom ložom. Krov crkve i apside je dvostrešan, pokriven kupom kanalicom. Glavni je brod presvođen bačvastim svodom, dok je apsida presvođena gotičkim svodom, sa zaglavnim kamenom u obliku primitivistički klesane glave.

## Oltari
Od znamenitih pokretnih dobara tu su oltar Male Gospe i oltar sv. Ilije.
Glavni oltar ima titular Male Gospe. Datira se u 18. stoljeće, a autor je nepoznat. Izrađen je u tehnici polikromiranog i pozlaćenog rezbarenog drva.
Drveni oltar arhitektonskog tipa nalazi se na južnom zidu crkve uz trijumfalni luk. Barokna pala nepoznatog slikara iz prve polovice 18. stoljeća prikazuje Bogorodicu s Djetetom, sv. Ilijom i sv. Pavlom. Oltar je tipični primjer kasnobaroknog inventara 18. stoljeća.

## Zaštita
Pod oznakom Z-6668 zavedena je kao nepokretno kulturno dobro - pojedinačno, pravna statusa zaštićena kulturnog dobra, klasificirano kao "sakralne građevine".